# کریستینا موشماکنسکا-نظر
کریستینا موشماکنسکا-نظر (انگلیسی: Krystyna Moszumańska-Nazar; ۵ سپتامبر ۱۹۲۴ – ۲۷ سپتامبر ۲۰۰۸) آهنگساز، و مربی موسیقی اهل لهستان بود.